# Бас Гайне
Ба́стіан (Бас) Йо́ган Га́йне (нід. Bastiaan Johan (Bas) Heijne; нар. 9 січня 1960 року, Неймеген, Нідерланди) — нідерландський публіцист, письменник, перекладач.

## Кар'єра
1984 року написав перший роман «Останні слова» («Laatste woorden»). У період між 1984 і 1992 роками писав для журналу «HP/De Tijd». 1992 року написав другий роман, «Суец» («Suez»).
З 1991 року веду колонку в газеті «NRC Handelsblad». У лютому 2013 року у колонці закликав достроково закінчити рік російсько-нідерландської дружби через закон проти пропаганди гомосексуальності.